# 二硫化二锡三钴
二硫化二锡三钴是一种无机化合物，化学式为Co3Sn2S2，其中Co为0价及+2价（Co0:Co2+≈1:2），Sn为0价，它具有硫铅镍矿结构。它可由锡、钴和硫在真空（10−5 Torr）的石英管内于高温反应制得。它是一种外尔半金属。